# Royal Mountain Records
Royal Mountain Records es un sello discográfico independiente canadiense fundado en 2009 por la banda Hollerado, con sede en Toronto. Se formó para volver a lanzar el álbum debut de Hollerado, Record in a Bag. Desde entonces, la marca creció y ayudó a lanzar las carreras de varios artistas, incluidos Alvvays y PUP.

## Artistas
- Alvvays
- Anemone
- Bad Waitress
- Boniface
- Calpurnia
- Chastity
- Common Holly
- Dizzy
- Dusted
- Everett Bird
- Hollerado
- Homeshake
- Jo Passed
- Little Junior
- Mac DeMarco
- METZ
- Nightseeker
- Ought
- PUP
- TR/ST
- Tuns
- U.S. Girls